# Lidia Kopania
Lidia Kopania-Przebindowska (Koluszki, 12 maggio 1978) è una cantante polacca, frontwoman del gruppo Kind of Blue.
Nel 2009 ha rappresentato la Polonia all'Eurovision Song Contest con la canzone I Don't Wanna Leave.

## Discografia

### Album
- 2006: "Intuicja"
- 2008: "Przed świtem"

### Singoli
- 1998 "Niezwykły dar"
- 2006 "Sleep"
- 2006 "Hold On"
- 2007 "Twe milczenie nie jest złotem"
- 2008 "Tamta Łza"
- 2008 "Rozmawiać z tobą chce"
- 2009 "I Don't Wanna Leave"